# Busmann + Haberer
Busmann + Haberer Gesellschaft von Architekten mbH war ein deutsches Architekturbüro. Gegründet wurde es 1972 von Peter Busmann und Godfrid Haberer. Durch die Aufnahme von fünf weiteren Architekten zur Gesellschaft wurde das Kölner Architekturbüro in BHBFH (Busmann Haberer Bohl Faubel-Gäb Hauers), und das Büro in Berlin BHBVT (Busmann Haberer Bohl Vennes Tebroke) umbenannt.

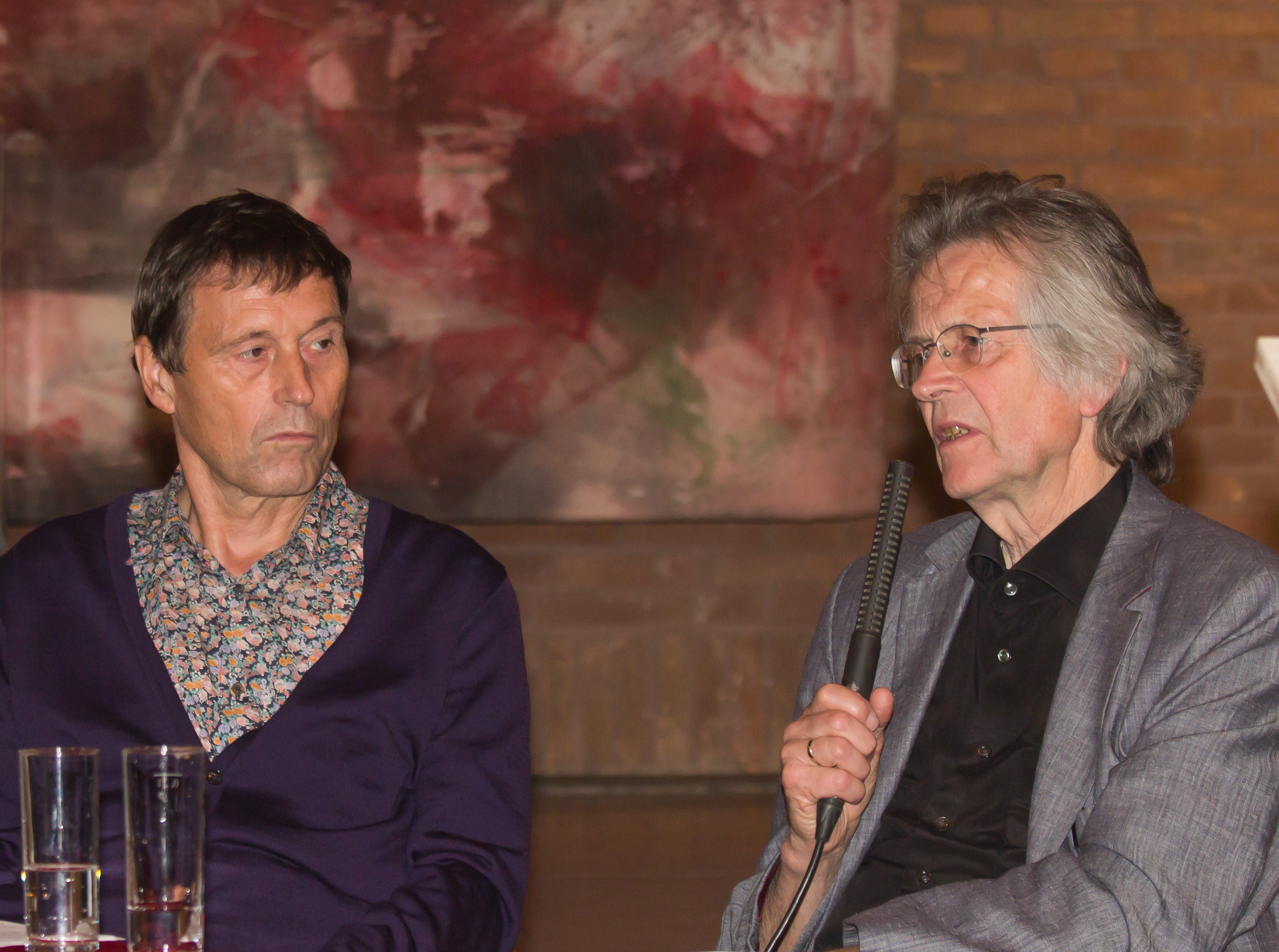
Godfrid Haberer und Peter Busmann im Gespräch, anlässlich der Finissage zur Ausstellung „Dani Karavan – Gedenkorte und Environments“ in der Lutherkirche Köln, September 2011

## Bauwerke
- Simultanhalle Köln, 1970–1979

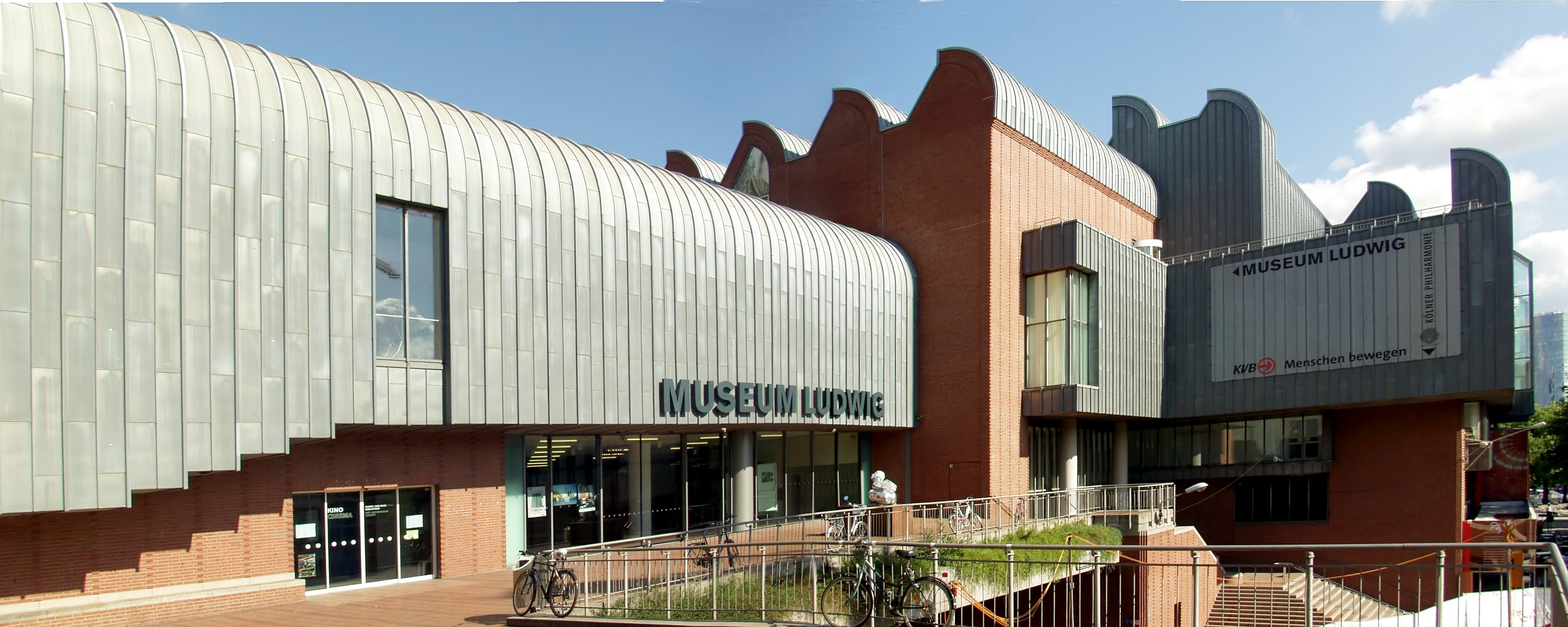
Museum Ludwig Köln, Südansicht, im September 2006

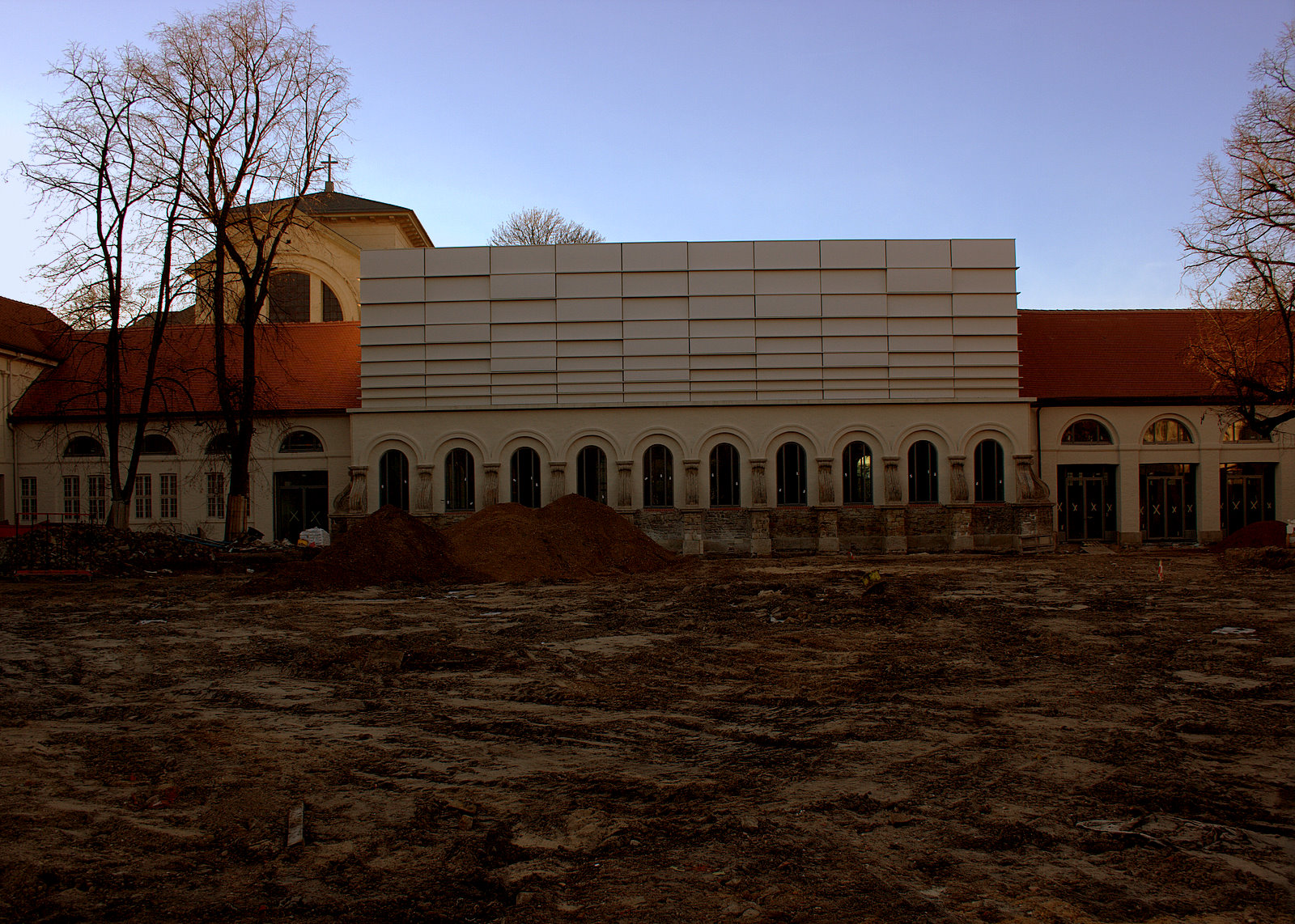
Reithalle Schloss Köthen, im Dezember 2007

- Matthäuskirche  in Köln-Lindenthal, 1975–1977
- Kommerz-Hotel am Breslauer Platz, Johannisstraße 30, Köln, 1978–1980[1]
- Gebäudekomplex für das Museum Ludwig und die Kölner Philharmonie, 1980–1986
- Suermondt-Ludwig-Museum Aachen, 1986–1988
- Pressehaus des DuMont-Schauberg-Verlages Köln, 1990
- Bahnsteigüberdachung am Hauptbahnhof Köln, 1990
- Jakob-Kaiser-Haus Berlin (Haus 3 und 7[2]), 1996–1999, 2002
- Umbau des Von der Heydt-Museum Wuppertal, 1987–1990
- Begegnungsstätte Alte Synagoge Wuppertal, 1987–1993
- Joseph-DuMont-Berufskolleg, Köln, 1989–1991
- Empfangsgebäude für Staatsgäste des Flughafens Berlin Brandenburg (Entwurf)[3]
- zusammen mit Jens Morsch Umbau eines Bahnbogens der Hohenzollernbrücke (mit der Überlebensstation Gulliver), Köln, 1999–2001[4]
- Philharmonie im Saalbau Essen, 2004[5]

## Auszeichnungen und Preise
- 1991: Verzinkerpreis für Architektur und Metallgestaltung für Bahnsteighalle und Vorhallendächer Köln Hauptbahnhof
- 2009: Deutscher Fassadenpreis für vorgehängte hinterlüftete Fassaden für den Johann-Sebastian-Bach Saal (alte Reithalle), Schloss Köthen[6]